# Goldene Himbeere 2016
Die Goldene Himbeere 2016 (englisch 36th Golden Raspberry Awards) zeichnete die schlechtesten Leistungen des Filmjahres 2015 aus, basierend auf den Stimmen von Mitgliedern der Golden Raspberry Foundation. Die Vor-Nominierungen wurden am 22. Dezember 2015 eingereicht, die abschließenden Nominierungen wurden am 13. Januar 2016 bekanntgegeben. Die Verleihung der Razzies fand traditionell am Vorabend der Oscarverleihung, dem 27. Februar 2016, im Palace Theatre in Los Angeles, Kalifornien statt.

## Preisträger und Nominierte
Es folgt die komplette Liste der Preisträger und Nominierten.
| Kategorien | Preisträger und Nominierte |
| --- | --- |
| Schlechtester Film | Fantastic Four (20th Century Fox) und Fifty Shades of Grey (Universal Pictures/Focus Features)                                                                  |
| Schlechtester Film | Jupiter Ascending (Warner Bros.) |
| Schlechtester Film | Der Kaufhaus Cop 2 (Columbia) |
| Schlechtester Film | Pixels (Columbia) |
| Schlechtester Schauspieler | Jamie Dornan in Fifty Shades of Grey als Christian Grey |
| Schlechtester Schauspieler | Johnny Depp in Mortdecai – Der Teilzeitgauner als Charlie Mortdecai                                                                                             |
| Schlechtester Schauspieler | Kevin James in Der Kaufhaus Cop 2 als Paul Blart |
| Schlechtester Schauspieler | Adam Sandler in Cobbler – Der Schuhmagier als Max Simkin und in Pixels als Sam Brenner                                                                          |
| Schlechtester Schauspieler | Channing Tatum in Jupiter Ascending als Caine Wise |
| Schlechteste Schauspielerin | Dakota Johnson in Fifty Shades of Grey als Anastasia „Ana“ Steele                                                                                               |
| Schlechteste Schauspielerin | Katherine Heigl in Home Sweet Hell als Mona Champagne |
| Schlechteste Schauspielerin | Mila Kunis in Jupiter Ascending als Jupiter Jones |
| Schlechteste Schauspielerin | Jennifer Lopez in The Boy Next Door als Claire Peterson |
| Schlechteste Schauspielerin | Gwyneth Paltrow in Mortdecai – Der Teilzeitgauner als Johanna Mortdecai                                                                                         |
| Schlechtester Nebendarsteller | Eddie Redmayne in Jupiter Ascending als Balem Abrasax |
| Schlechtester Nebendarsteller | Chevy Chase in Hot Tub Time Machine 2 als Whirlpool-Handwerker und in Vacation – Wir sind die Griswolds als Clark Griswold                                      |
| Schlechtester Nebendarsteller | Josh Gad in Pixels als Ludlow Lamonsoff und in Die Trauzeugen AG als Doug Harris                                                                                |
| Schlechtester Nebendarsteller | Kevin James in Pixels als Präsident Will Cooper |
| Schlechtester Nebendarsteller | Jason Lee in Alvin und die Chipmunks: Road Chip als David „Dave“ Seville                                                                                        |
| Schlechteste Nebendarstellerin | Kaley Cuoco in Alvin und die Chipmunks: Road Chip als Stimme von Eleanor und in Die Trauzeugen AG als Gretchen Palmer                                           |
| Schlechteste Nebendarstellerin | Rooney Mara in Pan als Tiger Lily |
| Schlechteste Nebendarstellerin | Michelle Monaghan in Pixels als Lieutenant Colonel Violet Van Patten                                                                                            |
| Schlechteste Nebendarstellerin | Julianne Moore in Seventh Son als Mutter Malkin |
| Schlechteste Nebendarstellerin | Amanda Seyfried in Alle Jahre wieder – Weihnachten mit den Coopers als Ruby und in Pan als Mary                                                                 |
| Schlechteste Filmpaarung | Jamie Dornan und Dakota Johnson in Fifty Shades of Grey |
| Schlechteste Filmpaarung | Alle vier „Fantastics“ (Kate Mara, Miles Teller, Jamie Bell und Michael B. Jordan) in Fantastic Four                                                            |
| Schlechteste Filmpaarung | Johnny Depp und sein angeklebter Schnauzer in Mortdecai – Der Teilzeitgauner                                                                                    |
| Schlechteste Filmpaarung | Kevin James und entweder sein Segway oder sein angeklebter Schnauzer in Der Kaufhaus Cop 2                                                                      |
| Schlechteste Filmpaarung | Adam Sandler und jedes seiner Paar Schuhe in Cobbler – Der Schuhmagier                                                                                          |
| Schlechteste Neuverfilmung oder Fortsetzung | Fantastic Four (20th Century Fox) |
| Schlechteste Neuverfilmung oder Fortsetzung | Alvin und die Chipmunks: Road Chip (20th Century Fox) |
| Schlechteste Neuverfilmung oder Fortsetzung | Hot Tub Time Machine 2 (Paramount) |
| Schlechteste Neuverfilmung oder Fortsetzung | The Human Centipede III (Final Sequence) (IFC Films) |
| Schlechteste Neuverfilmung oder Fortsetzung | Der Kaufhaus Cop 2 (Columbia) |
| Schlechteste Regie | Josh Trank (& Alan Smithee?) für Fantastic Four |
| Schlechteste Regie | Andy Fickman für Der Kaufhaus Cop 2 |
| Schlechteste Regie | Tom Six für The Human Centipede III (Final Sequence) |
| Schlechteste Regie | Sam Taylor-Johnson für Fifty Shades of Grey |
| Schlechteste Regie | Die Wachowskis für Jupiter Ascending |
| Schlechtestes Drehbuch | Fifty Shades of Grey (Drehbuch von Kelly Marcel, basierend auf der Romantrilogie Shades of Grey von E. L. James)                                                |
| Schlechtestes Drehbuch | Fantastic Four (Drehbuch von Jeremy Slater, Simon Kinberg und Josh Trank, basierend auf den Charakteren des Marvel Comics, kreiert von Stan Lee und Jack Kirby) |
| Schlechtestes Drehbuch | Jupiter Ascending (Drehbuch von den Wachowskis) |
| Schlechtestes Drehbuch | Der Kaufhaus Cop 2 (Drehbuch von Nick Bakay und Kevin James) |
| Schlechtestes Drehbuch | Pixels (Drehbuch von Tim Herlihy und Timothy Dowling, Story von Tim Herlihy, basierend auf dem gleichnamigen Kurzfilm von Patrick Jean)                         |
| The Razzie Redeemer Award Der Himbeeren-Erlöser-Preis wird an Schauspieler oder Regisseure vergeben, die früher Himbeeren gewonnen hatten oder dafür nominiert waren und die inzwischen positive Preise gewinnen konnten. | Sylvester Stallone (Himbeere-Rekordhalter, jetzt mehrfach nominiert und ausgezeichnet für Creed – Rocky’s Legacy)                                               |
| The Razzie Redeemer Award Der Himbeeren-Erlöser-Preis wird an Schauspieler oder Regisseure vergeben, die früher Himbeeren gewonnen hatten oder dafür nominiert waren und die inzwischen positive Preise gewinnen konnten. | Elizabeth Banks (Gewinnerin der Goldenen Himbeere für Movie 43, spielte 2015 in einigen erfolgreichen Produktionen mit)                                         |
| The Razzie Redeemer Award Der Himbeeren-Erlöser-Preis wird an Schauspieler oder Regisseure vergeben, die früher Himbeeren gewonnen hatten oder dafür nominiert waren und die inzwischen positive Preise gewinnen konnten. | M. Night Shyamalan (Wiederholter Nominierter und Gewinner der Goldenen Himbeere, 2015 Regisseur von The Visit)                                                  |
| The Razzie Redeemer Award Der Himbeeren-Erlöser-Preis wird an Schauspieler oder Regisseure vergeben, die früher Himbeeren gewonnen hatten oder dafür nominiert waren und die inzwischen positive Preise gewinnen konnten. | Will Smith (Nach After Earth für seine Rolle in Erschütternde Wahrheit)                                                                                         |
| Barry L. Bumstead Award Der Barry L. Bumstead Award wird an Filme vergeben, die nur deshalb nicht in offiziellen Kategorien nominiert wurden, weil sie nicht den Veröffentlichungs-Kriterien entsprachen.                 | United Passions |

## Pre-Nominierungen
Schlechtester Film
- Aloha – Die Chance auf Glück
- By the Sea
- Fantastic Four
- Fifty Shades of Grey
- Miss Bodyguard – In High Heels auf der Flucht
- Jupiter Ascending
- Mortdecai – Der Teilzeitgauner
- Pan
- Der Kaufhaus Cop 2
- Pixels
- Seventh Son

Schlechtester Schauspieler
- Bradley Cooper in Aloha – Die Chance auf Glück und Im Rausch der Sterne
- Johnny Depp in Mortdecai – Der Teilzeitgauner
- Jamie Dornan in Fifty Shades of Grey
- Will Ferrell in Daddy’s Home – Ein Vater zu viel und Der Knastcoach
- Chris Hemsworth in Blackhat und Im Herzen der See
- Hugh Jackman in Chappie und Pan
- Kevin James in Der Kaufhaus Cop 2
- Brad Pitt in By the Sea
- Adam Sandler in Cobbler – Der Schuhmagier und Pixels
- Channing Tatum in Jupiter Ascending

Schlechteste Schauspielerin
- Katherine Heigl in Home Sweet Hell
- Dakota Johnson in Fifty Shades of Grey
- Angelina Jolie in By the Sea
- Mila Kunis in Jupiter Ascending
- Jennifer Lopez in The Boy Next Door
- Kate Mara in Fantastic Four
- Gwyneth Paltrow in Mortdecai – Der Teilzeitgauner
- Emma Stone in Aloha – Die Chance auf Glück und Irrational Man
- Reese Witherspoon in Miss Bodyguard – In High Heels auf der Flucht

Schlechtester Nebendarsteller
- Sean Bean in Jupiter Ascending und Pixels
- Jeff Bridges in Seventh Son
- Michael Caine in The Last Witch Hunter
- Chevy Chase in Hot Tub Time Machine 2 und Vacation – Wir sind die Griswolds
- Josh Gad in Pixels und Die Trauzeugen AG
- Jeff Goldblum in Mortdecai – Der Teilzeitgauner
- Kevin James in Pixels
- Michael B. Jordan in Fantastic Four
- Jason Lee in Alvin und die Chipmunks: Road Chip
- Eddie Redmayne in Jupiter Ascending

Schlechteste Nebendarstellerin
- Ellen Barkin in Cobbler – Der Schuhmagier
- Kaley Cuoco in Alvin und die Chipmunks: Road Chip und in Die Trauzeugen AG
- Melonie Diaz in Cobbler – Der Schuhmagier
- Rose Leslie in The Last Witch Hunter
- Rooney Mara in Pan
- Michelle Monaghan in Pixels
- Julianne Moore in Seventh Son
- Teresa Palmer in Point Break
- Amanda Seyfried in Alle Jahre wieder – Weihnachten mit den Coopers und Pan
- June Squibb in Alle Jahre wieder – Weihnachten mit den Coopers

Schlechteste Regie
- Sergei Bodrow für Seventh Son
- Chris Columbus für Pixels
- Andy Fickman für Der Kaufhaus Cop 2
- Angelina Jolie für By the Sea
- David Koepp für Mortdecai – Der Teilzeitgauner
- Tom Six für The Human Centipede III (Final Sequence)
- Sam Taylor-Johnson für Fifty Shades of Grey
- Josh Trank für Fantastic Four
- Die Wachowskis für Jupiter Ascending
- Joe Wright für Pan

Schlechtestes Drehbuch
- By the Sea – geschrieben von Angelina Jolie
- Fantastic Four – Drehbuch von Jeremy Slater, Simon Kinberg und Josh Trank, basierend auf den Charakteren des Marvel Comics, kreiert von Stan Lee und Jack Kirby
- Fifty Shades of Grey – Drehbuch von Kelly Marcel, basierend auf der Romantrilogie Shades of Grey von E. L. James
- Hot Tub Time Machine 2 – Drehbuch von Josh Heald
- The Human Centipede III (Final Sequence) – geschrieben von Tom Six
- Jupiter Ascending – geschrieben von den Wachowskis
- Pan – geschrieben von Jason Fuchs
- Der Kaufhaus Cop 2 – geschrieben von Nick Bakay und Kevin James
- Pixels – Drehbuch von Tim Herlihy und Timothy Dowling, Story von Tim Herlihy, basierend auf dem gleichnamigen Kurzfilm von Patrick Jean
- Point Break – Drehbuch von Kurt Wimmer, basierend auf dem Film Gefährliche Brandung von Rick King und W. Peter Iliff
- Seventh Son – Drehbuch von Charles Leavitt und Steven Knight, Story von Matt Greenberg, basierend auf dem Roman The Spook’s Apprentice von Joseph Delaney

Schlechtestes Prequel, Remake oder Fortsetzung
- Alvin und die Chipmunks: Road Chip
- Fantastic Four
- Hot Tub Time Machine 2
- The Human Centipede III (Final Sequence)
- Pan
- Paranormal Activity: Ghost Dimension
- Der Kaufhaus Cop 2
- Point Break
- 96 Hours – Taken 3
- Terminator: Genisys
- Victor Frankenstein – Genie und Wahnsinn

Schlechtestes Leinwandpaar
- Alle drei eines „Holzhäckslers würdigen“ Backenhörnchen in Alvin und die Chipmunks: Road Chip
- Alle vier „Fantastics“ in Fantastic Four
- Johnny Depp und sein angeklebter Schnauzer in Mortdecai – Der Teilzeitgauner
- Jamie Dornan und Dakota Johnson in Fifty Shades of Grey
- Hugh Jackman und sein angeklebter Schnauzer und Bart in Pan
- Kevin James und entweder sein Segway oder sein angeklebter Schnauzer in Der Kaufhaus Cop 2
- Angelina Jolie und Brad Pitt in By the Sea
- Adam Sandler und jedes seiner Paar Schuhe in Cobbler – Der Schuhmagier
- Adam Sandler und seine „Bro-Posse“ in Pixels
- Channing Tatum und sein prickelndes Make-up sowie die aufgeklebten spitzen Ohren in Jupiter Ascending